# Paul Slovic
Paul Slovic (Chicago, 26 gennaio 1938) è uno psicologo statunitense, presidente del gruppo Decision Research.

## Biografia
Ha conseguito il Ph.D. in psicologia presso l'Università del Michigan nel 1964. Ha insegnato per molti anni presso l'Università dell'Oregon.
È considerato, insieme al suo maestro Baruch Fischhoff, uno dei più noti ricercatori internazionali sul tema della percezione del rischio (Risk perception studies) e del Decision-making.
Slovic ha approfondito il tema delle Euristiche in psicologia cognitiva insieme ai premi Nobel Daniel Kahneman, Amos Tversky, ed a Thomas Gilovich; fu il primo a teorizzare, insieme alla sua allieva Melissa Finucane, la linea di ricerca dell'euristica affettiva (Affect Heuristics).